# Nymphon bipunctatum
Nymphon bipunctatum är en havsspindelart som beskrevs av Flynn, T.T. 1928. Nymphon bipunctatum ingår i släktet Nymphon och familjen Nymphonidae. Inga underarter finns listade i Catalogue of Life.